# Manifest (альбом)
Manifest — дев'ятий студійний альбом білоруського гурту Ляпис Трубецкой. Це перший альбом гурту, який можна вільно скачувати в мережі інтернет. Альбом записаний на студії «211» в Києві з січня по вересень 2008 року. Реліз відбувся 25 вересня 2008 року на порталі Афиша.ru.

## Список композицій
1. Манифест
2. Рок-пупсы
3. Галактика
4. Жлоб
5. 12 обезьян
6. I Wanna Be Your Boyfriend (Ramones cover)
7. Крэкс, пэкс, фэкс!
8. Belarus Freedom
9. Клип
10. Зорачкі
11. Трубецкой
12. Рыбка золотая
13. Bonus

Автор слів та музики — Сергій Міхалок

## Учасники

### Ляпис Трубецкой
- Сергій Міхалок — вокал
- Павло Булатніков — вокал
- Руслан Владико — гітара
- Денис Стурченко — бас-гітара
- Павло Кузюкович — труба
- Іван Галушко — тромбон
- Олександр Сторожук — ударні

### Інші музиканти
- Валерій Щериця («Петрович») — труба (9)
- Олексій Сагітов («Саїд») — тромбон (9)
- Павло Гузєєв — тенор-саксофон (9)
- Єгор Бекаревич — баритон-саксофон (9)
- Андрій Шведц — туба (7)
- Наталя Сербіна, Ірина Борисенко — фольклорний спів (10)

«I Wanna Be Your Boyfriend» — музика та слова Томмі Рамон.
- Запис — Влад Ярун, Олександр Позняк (асистент)
- Программінг, синтезатори — Віталій Телезін
- Зведення — Влад Ярун, Віталій Телезін
- Мастерінг — Віталій Телезін, Влад Ярун